# Volkel in de Wolken

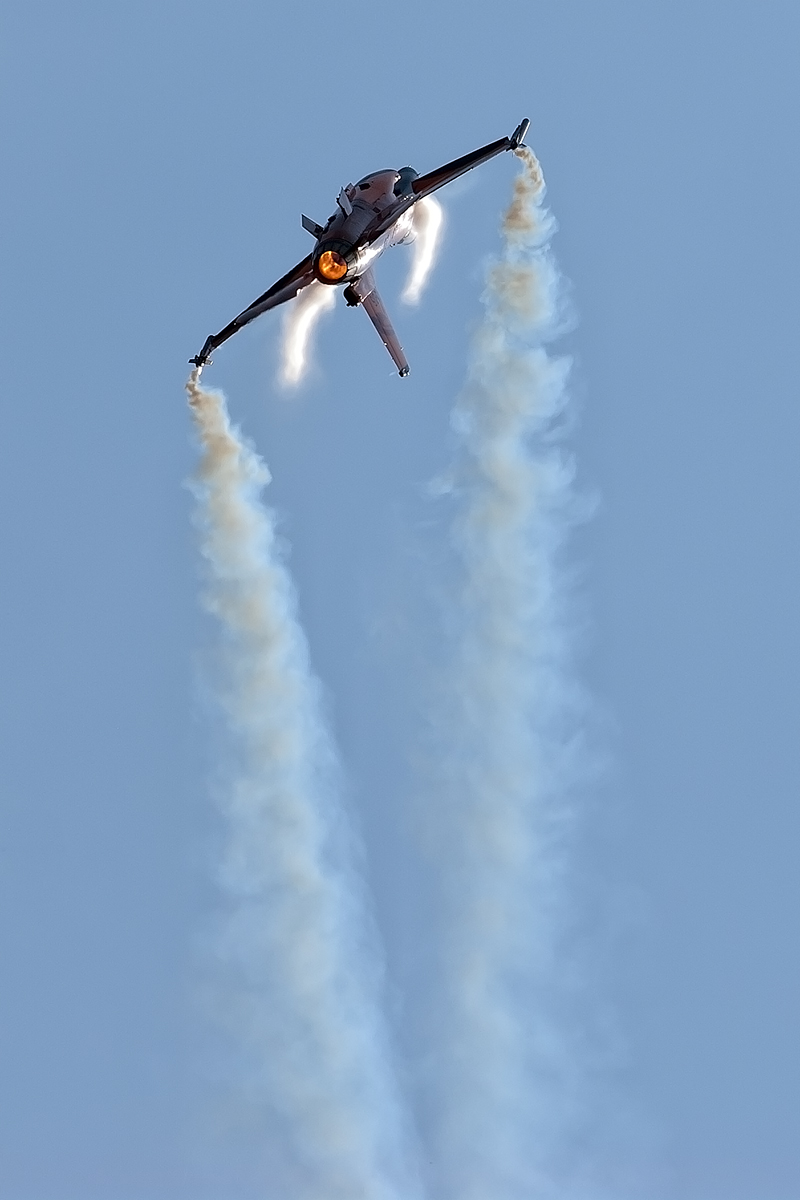
De J-015 van het F-16 Demo Team tijdens Volkel in de Wolken 2012

Volkel in de Wolken was een vliegshow die tot 2017 jaarlijks georganiseerd werd door de stichting Volkel in de Wolken in Volkel in de provincie Noord-Brabant. Door de medewerking van vele vrijwilligers en de goede relatie met de vliegbasis Volkel is dit evenement elk jaar mogelijk gebleken. In oktober 2017 besliste het organiserend comité echter om te stoppen met de vliegshow door de dalende bezoekersaantallen, de stijgende kosten en de toegenomen regelgeving. Om diezelfde reden had de organisatie in 2016 de vliegshow al eens moeten annuleren. In 2017 vond toch nog een vliegshow plaats maar het nieuwe concept bleek te weinig bezoekers te trekken om rendabel te kunnen zijn.

## Sponsor
Volkel in de Wolken is in 1988 ontstaan als initiatief van de Ondernemers Vereniging Volkel.
Sinds 2012 had de vliegshow een naamsponsor. De naam is toen veranderd in Volkel in de Wolken Hamilton Airshow. Hamilton is een Amerikaans horlogemerk dat deel uitmaakt van de Swatch Group uit Zwitserland. Volkel in de Wolken was een evenement met veel kindervermaak, een muziekplein, braderie en on-wheels-evenemententerrein.

## Display Director
Vanaf het begin van deze airshow is voormalig F-104G Starfighter vlieger en demo-vlieger van de Koninklijke Luchtmacht Hans van der Werf de Display Director voor deze vliegshow geweest.
Met ingang van 2016 nam Wout Peterse deze functie over.

## Deelnemers

### Koninklijke Luchtmacht
De Koninklijke Luchtmacht nam ieder jaar met helikopters en/of jachtvliegtuigen deel aan de vliegshow. Daarnaast faciliteerde ze veel op de achtergrond door o.m. de vliegbasis ter beschikking te stellen.

### Bekende demovliegers
Piloten die op de vliegshow een demonstratie gegeven hebben:
- Frank Versteegh
- Mark Jefferies
- Gerald Cooper
- Nicolas Ivanoff
- Stephen van Dijck
- Robert ‘Redyak’ de Vries
- Svetlana Kapanina
- Bert Huizenga
- Rene Meijer
- Robbert van Zwieten
- Jan Pfund
- Rob de Man

### Formatieteams
In de loop der jaren hebben de volgende formatieteams opgetreden in de vliegshow:
- Fokker Four
- Dutch Thunder Yaks
- Les Captens
- SWIP-team

Het evenement wordt in principe in het laatste weekend van mei georganiseerd. In 2016 was dit voorzien op 29 mei.

### Memorial Day Margraten
Het evenement Volkel in de Wolken viel doorgaans samen met Memorial Day van de Amerikaanse strijdkrachten. Voor die gelegenheid wordt op het militair kerkhof van Margraten een ceremonie gehouden waarbij vier F-16-jachtvliegtuigen van de vliegbasis Volkel een missingmanformatie uitvoeren over het kerkhof. Bij het opstijgen en landen in Volkel voeren ze meestal ook enkele passages uit boven het festivalterrein van Volkel in de Wolken.